# Engraulicypris sardella
Engraulicypris sardella là một loài cá vây tia trong họ Cyprinidae. Chúng được tìm thấy ở Malawi, Mozambique, và Tanzania.
Các môi trường sống tự nhiên của chúng là sông và hồ nước ngọt.